# Paruleptes coronatus
Paruleptes coronatus is een hooiwagen uit de familie Sclerosomatidae.